# Helionidia jamtara
Helionidia jamtara är en insektsart som beskrevs av Irena Dworakowska 1992. Helionidia jamtara ingår i släktet Helionidia och familjen dvärgstritar. Inga underarter finns listade i Catalogue of Life.